# 拉尔夫·纳德
拉尔夫·纳德（英語：Ralph Nader，1934年2月27日—）是美国的一位律師、作家、演说家和政治人物。
他曾專注於研究高風險的汽車設計，並指出該些設計導致車禍及有關死亡人數增加。其中主要的車型包括雪佛蘭Corvair和福特Pinto。他也被認為幫助喬治·沃克·布希當選為美國總統。

## 政治生涯
纳德以绿党参选人身份参加1996年美国總統选舉和2000年美国總統选舉，還以独立参选人身份参选2004年美国總統选舉和2008年美国總統选舉。其关切的领域有消费者保护、人权、环境和民主政府。

## 相關
在2000年美国總統选舉中，納德的角色备受争议，當時他在佛羅里達州取得九萬多票，導致兩黨候選人得票接近引發長達一個月的計票風波，他被認為搶走時任美國副總統的民主黨候選人艾爾·高爾的選票，導致高爾最終僅以537票輸掉大選，民主党人士长期以来指责，在最富争议性的佛罗里达州，小布什仅胜高尔537票，而纳德在佛州获得了97,000多票。如果纳德当年不参选，只要其中1%的选民转投给高尔，那高尔就当选总统了。
他在2008年宣布再度參選總統後，當時民主党的候选人奥巴马和希拉里认为这有些冲击，奥巴马还说纳德分不清高尔和布什，自2000年参选到现在已经八年了，选民应该知道纳德根本不知所云。共和党的候选人哈克比则表示欢迎加入，认为可能吸走民主党的选票。面对民主党候选人的冷淡反应，纳德不以为意，认为他们将他视为二等公民，他认为共和党政府如此烂的政绩下，如果这次民主党候选人无法获得压倒性的胜利，民主党应该关门。面对民主党指责他是高尔落选的帮凶，纳德在2000年曾表示，民主党人的说法很可耻。民主党不自行检讨为何选民投票给他，还怪他给选民提供除了两党以外的第三个选择。他当时强调，如果高尔这么优秀，为何在自己的家乡田纳西州都会输给布什。

## 引用
1. ↑  . www.britannica.com. September 29, 2023  [September 30, 2023]. （原始内容存档于2020-11-21） （英语）.
2. ↑  . October 28, 2015  [2024-08-13]. （原始内容存档于2023-12-10）.
3. ↑  . Atlantic Monthly: 62. December 2006.
4. ↑  [http://www.providencephoenix.com/archive/features/00/06/29/GREEN.html Seth Gitell "The Green Party gets serious" The Providence Phoenix June 29, 2000的存檔，存档日期2013年9月5日，.
5. ↑  Kuhn, David Paul. . CBS News. 27 July 2004  [2023-08-30]. （原始内容存档于2023-05-25）.
6. ↑  Burden, Barry C. . American Politics Research. September 2005, 33 (5): 672–699. ISSN 1532-673X. doi:10.1177/1532673x04272431.
7. ↑  .   [2014-01-14]. （原始内容存档于2016-03-05）.

## 延伸阅读
- 拉尔夫·纳德在想什么 于尔根·文斯切, 怀特图书, 2008. ISBN 978-0-9749879-2-7
- 公民纳德   查尔斯·麦克查 星期六回望出版社, 1972 ISBN 0-8415-0163-7
- 拉尔夫·纳德的投资   托马斯·怀特赛德 1972.